# Dez Fitzpatrick
Desmond Emil Fitzpatrick (Pontiac, 17 dicembre 1997) è un giocatore di football americano statunitense che milita nel ruolo di wide receiver per i Pittsburgh Steelers della National Football League (NFL).

## Carriera

### Tennessee Titans
Fitzpatrick al college giocò a football all'Università di Louisville. Fu scelto nel corso del quarto giro (109º assoluto) nel Draft NFL 2021 dai Tennessee Titans. Debuttò nel decimo turno e nella settimana successiva segnò il suo primo touchdown contro gli Houston Texans. La sua stagione da rookie si concluse con 5 ricezioni per 49 yard e una marcatura in 4 presenze, nessuna delle quali come titolare.

### Pittsburgh Steelers
L'11 gennaio 2023 Fitzpatrick firmò con i Pittsburgh Steelers.